# Amol Palekar
Amol Palekar (Mumbai, 24 novembre 1944) è un attore e regista indiano.

## Filmografia parziale

### Attore
- Rajnigandha, regia di Basu Chatterjee (1974)
- Jeevana Jyothi, regia di K. Viswanath (1975)
- Chhoti Si Baat, regia di Basu Chatterjee (1976)
- Chitchor, regia di Basu Chatterjee (1976)
- Bhumika, regia di Shyam Benegal (1977)
- Damaad, regia di Rajat Rakshit (1978)
- Baton Baton Mein, regia di Basu Chatterjee (1979)
- Gol Maal, regia di Hrishikesh Mukherjee (1979)
- Solva Sawan, regia di Bharathiraja (1979)
- Apne Paraye, regia di Basu Chatterjee (1980)
- Naram Garam, regia di Hrishikesh Mukherjee (1981)
- Chehre Pe Chehra, regia di Raj Tilak (1981)
- Olangal, regia di Balu Mahendra (1982)
- Rang Birangi, regia di Hrishikesh Mukherjee (1983)
- Tarang, regia di Kumar Shahani (1984)
- Baat Ban Jaye, regia di Bharat Rangachary (1986)
- Aks, regia di Rakeysh Omprakash Mehra (2001)

### Regista
- Ankahee (1985)
- Thodasa Rumani Ho Jaye (1990)
- Bangarwadi (1995)
- Daayraa (1996)
- Dhyaas Parva (2001)
- Kairee (2001)
- Anahat (2003)
- Paheli (2005)
- Quest (2006)
- Dumkata (2007)
- Samaantar (2009)
- ...And Once Again (2010)

## Premi
- National Film Awards
  - 1995: "Best Feature Film in Marathi"
  - 1996: "Special Jury Award (Feature Film)"
  - 1999: "Best Film on Other Social Issues"
  - 2000: "Best Film on Family Welfare"
  - 2006: "Best Feature Film in English"
- Filmfare Awards
  - 1980: "Best Actor"
- Filmfare Marathi Awards
  - 1981: "Best Actor"